# Кхмерская республиканская партия
Кхме́рская республика́нская па́ртия (кхмер. គណបក្សខ្មែរសាធារណរដ្ឋ) — камбоджийская правоцентристская политическая партия, основанная американцем камбоджийского происхождения Лон Ритом — сыном основателя Кхмерской Республики генерала Лон Нола. Неофициально продолжает политическую традицию Социально-республиканской партии Лон Нола 1970-х годов.

## Создание и идеология
Инициатором создания партии выступил в 2006 году калифорнийский экономист Лон Рит (кхмер. លោក លន់ ឫទ្ធិ). Отцом Лон Рита был генерал Лон Нол — организатор республиканского переворота в Камбодже, президент Кхмерской республики в 1972—1975 годах. После захвата власти Красными кхмерами Лон Нол эмигрировал и проживал с семьёй в США. О кончине генерала в 1985 году сообщил прессе его сын Лон Рит.
Лон Рит жил в США с раннего детства (ещё до переворота 1970), получил американское экономическое образование, в середине 2000-х работал финансовым консультантом. Партийно-политической деятельностью он занялся с 2004—2005. Первоначально организационная и пропагандистская работа велась в среде камбоджийской республиканской эмиграции. В 2007 году Лон Рит посетил Камбоджу и подал заявление в МВД на регистрацию Кхмерской республиканской партии (КРП).

В Камбодже много партий, но они не обеспечивают свободы, справедливости и прав человека. Всё по-прежнему контролируется коммунистической партией. В стране много, много проблем. Многие люди, особенно в сёлах, живут в бедности… Поэтому господин Лон Рит и его единомышленники, живущие в США, решили создать новую партию, чтобы помочь камбоджийскому народу.

Наронг Чуон, пресс-секретарь КРП

Характерно, что в выступлении Наронг Чуона правящая Народная партия Камбоджи (НПК) названа «коммунистической». Антикоммунизм Лон Нола в полной мере унаследован Лон Ритом. Лидер КРП открыто декларировал намерение продолжить дело своего отца — «борьбу с тиранией».

## Программа и электорат
Несмотря на своё название, КРП не ставит целью провозглашение республики, по крайней мере, в обозримом будущем. Партия признаёт конституцию Камбоджи как королевства. Политическая консолидация республиканцев рассматривается КРП как вклад в объединение кхмерской нации.
При этом партия находится в оппозиции НПК и правительству Хун Сена. Выступает с позиций правоцентризма, либерального консерватизма и конституционной демократии. Во многом повторяет доктрину Социально-республиканской партии Лон Нола 1970-х годов, политическую традицию которой неофициально продолжает. Требует проведения независимой от Вьетнама политики и ограничения вьетнамской иммиграции. Высказывается за более активную социальную политику, борьбу с нищетой, обеспечение доступа к качественному образованию и здравоохранению.
Лон Рит по-прежнему живёт в США, посещая Камбоджу лишь для партийных мероприятий. Английским языком он владеет значительно лучше, чем кхмерским. Это не способствует росту популярности КРП. К созданию партии, связанной с традицией Лон Нола, негативно отнёсся Нородом Сианук (в 1970 году отстранённый Лон Нолом от власти): отрекшийся монарх посчитал нужным специально напомнить о разгуле коррупции в Кхмерской Республике.
На выборах 2008 года партия получила менее 0,2 % голосов и не прошла в Национальную ассамблею. Наряду с другими оппозиционными партиями, КРП оспаривала итоги выборов. Немногочисленный электорат КРП в основном сосредоточен в Пномпене, Баттамбанге и пограничных с Вьетнамом провинциях. Слабость общенациональной организации КРП пытается компенсировать активностью на муниципальном уровне.
Кхмерская республиканская партия входит Международный демократический союз в качестве наблюдателя.